# Diplodia rhamni
Diplodia rhamni är en svampart som beskrevs av Jaap 1914. Diplodia rhamni ingår i släktet Diplodia och familjen Botryosphaeriaceae.   Inga underarter finns listade i Catalogue of Life.